# Pietro Barbaro
La Pietro Barbaro S.p.A. è una società di trasporto marittimo italiana fondata nel 1885, attiva nel settore del trasporto merci e del turismo, con sede principale a Palermo. Nel 2011 la società ha impiegato circa 2.000 dipendenti e ha prodotto un fatturato pari a 120 milioni di euro.

## Storia
La Pietro Barbaro S.p.A. è una società nata dalla "Marcello Barbaro & figli", impresa fondata nel 1885 da Marcello Barbaro, che si occupava di attività di trasformazione e trasporto di carbon fossile utilizzato come carburante a fini industriali e domestici.
Nel 1906, la società dopo essere passata a Pietro Barbaro, nipote di Marcello, ha cambiato il nome in "Barbaro Capitano Pietro & Figli", successivamente abbreviato in "Pietro Barbaro".
Nel 1970 i fratelli Alfredo e Giovanni Barbaro, bisnipoti di Pietro, hanno trasformato la società in società per azioni a capo di un gruppo attivo nel settore del trasporto marittimo e fluviale e nel settore del turismo.
A partire dagli anni '80 il gruppo ha avviato le attività di trasporto di prodotti chimici e petroliferi attraverso la partnership con il gruppo Fagioli, da cui è nata la Finaval, e con il gruppo Marnavi, per la costituzione della Novamar, e attività di trasporto di merci a secco con il gruppo CoeClerici da cui sono nate la Somocar e Bulkitalia.
Dal 1982 ha avviato le attività di trasporti fluviali di olio combustile per centrali termoelettriche sul fiume Po con la società Fluvio Padana che è arrivata a gestire nel 1996 l'80% dei trasporti sul fiume Po pari a 95.000 tonnellate per km.
Nel 1992 è stata varata l'"Isola Blu", la prima nave a doppio scafo costruita in Italia dalla Petrotank JV, società nata dalla collaborazione con F.lli D'Amico, Rosina, Ferruzzi e Almare.
Nel 2005 è stata costituita la Prime Shipping LLC, società di trasporto fluviale di prodotti petroliferi, con sede a Samara in Russia, rilevata nel 2006 dal Gruppo Barbaro. Nello stesso anno è stata costituita la PB Tankers, società attiva nel trasporto marittimo di prodotti petroliferi.
Nel 2015 la Pietro Barbaro ha ceduto l'intera partecipazione azionaria della Prime Shipping ad una joint venture formata dalla Rosneft, Sberbank Investments e dalla stessa Pietro Barbaro S.p.A., rimasta come socio di minoranza fino al 2018, avendo firmato già nel 2014 un accordo vincolante di cessione del 95% di Prime Shipping alla società russa Rosneft.
Tra il 2016 e il 2019, la Pietro Barbaro S.p.A. e Rosneft, società russa attiva nella produzione e raffinazione di idrocarburi, hanno firmato un memorandum d'intesa per la costituzione di una joint venture nel settore del trasporto marittimo internazionale che prevede un contributo del gruppo Barbaro per il trasporto e la logistica.
Il 6 luglio 2017 Federica Barbaro viene nominata Amministratore Delegato della Pietro Barbaro S.p.A.

## Settori di attività
La Pietro Barbaro S.p.A. attraverso diverse aziende del gruppo è presente nei seguenti settori:
- trasporto marittimo di prodotti petroliferi attraverso la PB Tankers.[1][2][23]
- trasporto fluviale di prodotti petroliferi con la Prime Shipping.[24][38][39]
- turismo in Sicilia con la Pietro Barbaro Tourism.[40]
- agenzia marittima in Sicilia.[1][6][40]

## Riconoscimenti
Nel 2014 la Pietro Barbaro ha ricevuto un riconoscimento da Eurostandard, associazione non governativa internazionale con sede a Mosca che certifica il rispetto degli standard internazionali nella qualità della produzione e gestione industriale, per l'efficienza e la cura per l'ambiente durante lo svolgimento del ciclo produttivo.

## Dati societari

### Fatturato
|                | Anno | Fatturato (€) |
| -------------- | ---- | ------------- |
| Gruppo Barbaro | 2007 | 120 milioni   |
| Gruppo Barbaro | 2009 | 100 milioni   |
| Gruppo Barbaro | 2010 | 120 milioni   |
| Gruppo Barbaro | 2011 | 120 milioni   |
| Prime Shipping | 2009 | 22 milioni    |
| Prime Shipping | 2011 | 45 milioni    |
| Prime Shipping | 2013 | 90 milioni    |
| PB Tankers     | 2011 | 120 milioni   |

### Dirigenza
- Federica Barbaro, amministratore delegato Pietro Barbaro S.p.A[1][37][48]

## Flotta
- PB Tankers

| Nome                | Tipologia           | Anno di costruzione | Capacità (metri cubi) | Dimensioni      |
| ------------------- | ------------------- | ------------------- | --------------------- | --------------- |
| Ice Point           | Tanker Ice Class 1A | 2008                | 51.000                | 183x32,2x13,2 m |
| Iron Point          | Tanker Ice Class 1A | 2008                | 51.000                | 183x32,2x13,2 m |
| Indian Point        | Tanker Ice Class 1A | 2008                | 51.000                | 183x32,2x13,2 m |
| Gold Point          | Tanker Ice Class 1A | 2011                | 50.400                | 183x32,2x13,1 m |
| Silver Point        | Tanker Ice Class 1A | 2011                | 50.400                | 183x32,2x13,1 m |
| Rosita (noleggiata) | Product Tanker      | 2004                | 38.000                | 171x32,2x13,1 m |